# Cameron MacPherson
Cameron MacPherson (Glasgow, 29 dicembre 1998) è un calciatore scozzese, centrocampista dei T.B. Rowdies in prestito dal St. Johnstone.

## Carriera
Ha giocato nella prima divisione scozzese.